# Eleição municipal de Uberlândia em 1992
A eleição municipal de Uberlândia em 1992 ocorreu em 3 de outubro (primeiro turno) e 15 de novembro de 1992. O prefeito titular era Virgílio Galassi (PDS). Paulo Ferolla da Silva (PFL) foi eleito prefeito, vencendo no segundo turno o candidato Geraldo Rezende (PMDB).

## Resultado da eleição para prefeito

### Primeiro turno
| Candidatos a prefeito      | Número | Coligação                                                    | Votação | Percentual |
| -------------------------- | ------ | ------------------------------------------------------------ | ------- | ---------- |
| Paulo Ferolla da Silva PRN | 25     | PFL, PRN                                                     | 53.079  | 38,44%     |
| Geraldo Rezende PMDB       | 15     | Aliança da Ligação Democrática Uberlandense (PMDB, PSB, PTR) | 30.233  | 21,89%     |
| Bádue Morum PDS            | 11     | PDS, PL                                                      | 24.795  | 17,96%     |
| Gilmar Machado PT          | 13     | Movimento Feliz Cidade (PT, PPS, PCdoB)                      | 18.934  | 13,71%     |
| Chico Humberto PDT         | 12     | PDT                                                          | 11.043  | 8,00%      |

### Segundo turno
| Candidatos a prefeito      | Número | Coligação                                                    | Votação | Percentual |
| -------------------------- | ------ | ------------------------------------------------------------ | ------- | ---------- |
| Paulo Ferolla da Silva PFL | 25     | PFL, PRN                                                     | 75.094  | 51,51%     |
| Geraldo Rezende PMDB       | 15     | Aliança da Ligação Democrática Uberlandense (PMDB, PSB, PTR) | 70.676  | 48,49%     |